# Kiribati aux Jeux olympiques d'été de 2024
Les Kiribati participent aux Jeux olympiques de 2024 à Paris. Il s'agit de leur 6e participation à des Jeux olympiques d'été.

## Nombre d’athlètes qualifiés par sport
Voici la liste des qualifiés et sélectionnés kiribatiens par sport (remplaçants compris) :
| Sport         | Hommes | Femmes | Total |
| ------------- | ------ | ------ | ----- |
| Athlétisme    | 1      | 0      | 1     |
| Haltérophilie | 1      | 0      | 1     |
| Judo          | 0      | 1      | 1     |
| Total         | 2      | 1      | 3     |

## Résultats

### Athlétisme
| Athlètes       | Épreuve | Premier tour (ou tour préliminaire) | Premier tour (ou tour préliminaire) | Repêchage (ou premier tour) | Repêchage (ou premier tour) | Demi-finales | Demi-finales | Finale  | Finale  |
| Athlètes       | Épreuve | Temps                               | Rang                                | Temps                       | Rang                        | Temps        | Rang         | Temps   | Rang    |
| -------------- | ------- | ----------------------------------- | ----------------------------------- | --------------------------- | --------------------------- | ------------ | ------------ | ------- | ------- |
| Kenaz Kaniwete | 100 m   | 11 s 29                             | 5e                                  | Eliminé                     | Eliminé                     | Eliminé      | Eliminé      | Eliminé | Eliminé |

### Haltérophilie
Kaimauri Erati (61 kg hommes) a bénéficié d'une invitation poiur participer au tournoi un quota pour participer dans sa catégorie de poids sur la base de l'attribution d'une place d'universalité
| Athlète        | Compétition    | Arraché  | Arraché | Épaulé-jeté | Épaulé-jeté | Total | Rang |
| Athlète        | Compétition    | Résultat | Rang    | Résultat    | Rang        | Total | Rang |
| -------------- | -------------- | -------- | ------- | ----------- | ----------- | ----- | ---- |
| Kaimauri Erati | Moins de 61 kg | kg       | e       | kg          | e           | kg    | e    |

### Judo
Nera Tiebwa (poids léger féminin, 57 kg) s'est qualifiée via un quota continental basé sur le classement par points olympique.
| Athlète     | Compétition    | 1er tour                   | 2e tour             | Quart de finale     | Demi-finale         | Repêchage           | Finale / CB         | Rang |
| Athlète     | Compétition    | Adversaire Résultat        | Adversaire Résultat | Adversaire Résultat | Adversaire Résultat | Adversaire Résultat | Adversaire Résultat | Rang |
| ----------- | -------------- | -------------------------- | ------------------- | ------------------- | ------------------- | ------------------- | ------------------- | ---- |
| Nera Tiebwa | Moins de 57 kg | Darya Bilodid Défaite 0-10 | Éliminée            | Éliminée            | Éliminée            | Éliminée            | Éliminée            | 17e  |